# Žádná noc není dost dlouhá
Žádná noc není dost dlouhá (v originále No Night Is Too Long) je britsko-kanadský hraný film z roku 2002, který režíroval Tom Shankland podle stejnojmenného románu Ruth Rendell.

## Děj
Tim studuje na univerzitě angličtinu a během svého studia se seznámí s Ivem, který zde přednáší paleontologii. Přestože Tim měl do té doby poměr s dívkou, vznikne mezi nimi intenzivní vztah. Ten trvá až do konce Timova studia, kdy spolu odjíždějí na Aljašku. Ivo zde provází skupiny turistů a Tim musí strávit celý týden sám v hotelu. Zde se seznámí s Isabel a zamiluje se do ní. Isabel však odlétá do Vancouveru a Tim slíbí, že za ní přijede. Ivovi po jeho návratu oznámí, že se s ním rozchází. Jsou spolu na lodi, kde Ivo provází další skupinu turistů. Při jednom z výletů na malý ostrov se pohádají, Ivo se při hádce udeří do hlavy o skálu a ztratí vědomí. Tim se rozhodne ho tam ponechat a s ostatními se vrací na loď. Nicméně po návratu trpí výčitkami svědomí a rovněž se mu nepodaří nalézt Isabelu.

## Obsazení
| Lee Williams      | Tim Cornish       |
| Marc Warren       | Dr. Ivo Steadman  |
| Mikela J. Mikael  | Isabel            |
| Salvatore Antonio | Thierry Massin    |
| Beverley Breuer   | Connie Dorral     |
| Rob Bruner        | Nathan Hayward    |
| Philip Granger    | Fergus Mc Kenzie  |
| Mark Hildreth     | James Gilman      |
| Liam McGuigan     | mladý Tim Cornish |